# Operophtera grisearia
Operophtera grisearia är en fjärilsart som beskrevs av Charles Joseph de Villers 1789. Operophtera grisearia ingår i släktet Operophtera och familjen mätare. Inga underarter finns listade i Catalogue of Life.